# Svazek obcí Českokamenicka
Svazek obcí Českokamenicka je zájmový svazek v okresu Česká Lípa a okresu Děčín, jeho sídlem je Česká Kamenice a jeho cílem je rozvoj cestovního ruchu a území mikroregionu. Sdružuje celkem 12 obcí a byl založen v roce 1905.

## Obce sdružené v mikroregionu
- Česká Kamenice
- Janská
- Jetřichovice
- Kunratice
- Kytlice
- Markvartice
- Nový Oldřichov
- Prysk
- Růžová
- Srbská Kamenice
- Veselé
- Velká Bukovina